# Arawacus aethesa
Arawacus aethesa е вид пеперуда от семейство Синевки (Lycaenidae). Видът е застрашен от изчезване.

## Разпространение
Разпространен е в Бразилия.